# كاري كريستجانسون
كاري كريستجانسون مواليد 28 أبريل 1984 في يستمان، آيسلندا، هو لاعب كرة يد أيسلندي يلعب كمحور. يلعب حاليا مع آي بي في. مثل منتخب آيسلندا لكرة اليد. شارك في دورة الألعاب الأولمبية الصيفية سنة 2012.

## سجل المنافسة
شارك في البطولات التالية:
- بطولة العالم لكرة اليد للرجال 2015
- بطولة أوروبا لكرة اليد للرجال 2014
- بطولة أوروبا لكرة اليد للرجال 2016
- الألعاب الأولمبية الصيفية 2012

## روابط خارجية
- كاري كريستجانسون على موقع الاتحاد الأوروبي لكرة اليد (الإنجليزية)
- كاري كريستجانسون على موقع أوليمبيديا (الإنجليزية)